# Хантс Појнт (Вашингтон)
Хантс Појнт (енгл. Hunts Point, лит. прев. Хантсов Рт) град је у америчкој савезној држави Вашингтон. По попису становништва из 2010. у њему је живело 394 становника.

## Демографија
Према попису становништва из 2010. у граду је живело 394 становника, што је 49 (11,1%) становника мање него 2000. године.
| Група             | 2000.       | 2010.       |
| Белци             | 413 (93,2%) | 314 (79,7%) |
| Афроамериканци    | 2 (0,5%)    | 5 (1,3%)    |
| Азијати           | 12 (2,7%)   | 43 (10,9%)  |
| Хиспаноамериканци | 10 (2,3%)   | 2 (0,5%)    |
| Укупно            | 443         | 394         |